# Gert Heidler
Gert Heidler (Doberschau-Gaußig, 30 januari 1948) is een voormalig voetballer uit Oost-Duitsland, die speelde als aanvaller. Hij kwam zijn gehele loopbaan uit voor Dynamo Dresden. Met die club won hij vijf keer het landskampioenschap van Oost-Duitsland. Hij was tevens actief als voetbaltrainer.

## Interlandcarrière
Heidler kwam in totaal twaalf keer (twee doelpunten) uit voor de nationale ploeg van Oost-Duitsland in de periode 1975–1978. Onder leiding van bondscoach Georg Buschner maakte hij zijn debuut op 19 november 1975 in de OS-kwalificatiewedstrijd tegen Tsjecho-Slowakije (1–1) in Brno. Heidler maakte deel uit van de Oost-Duitse selectie die de gouden medaille won bij de Olympische spelen in 1976.

## Erelijst
Lokomotive Leipzig
- DDR-Oberliga

1971, 1973, 1976, 1977, 1978
- Oost-Duitse beker

1971, 1977, 1982